# 나복영
나복영(1924년 ~ 2015년 10월 31일)은 대한민국의 여성의학자이다. 경성여자의학전문학교를 졸업하고 그 후신인 고려대 의대에서 해부학자로 활동했으며, 그 딸 박경아도 대를 이어 해부학자가 되었다. 한국 최초의 여성 해부학자이다.